# بورگونه سوسا
بورگونه سوسا (به ایتالیایی: Borgone Susa) یک کومونه در ایتالیا است که در استان تورین واقع شده‌است.

## خصوصیات
بورگونه سوسا ۵٫۰ کیلومترمربع مساحت و ۲٬۳۴۲ نفر جمعیت دارد و ۳۹۴ متر بالاتر از سطح دریا واقع شده‌است.